# Heilandskirche (Krems)

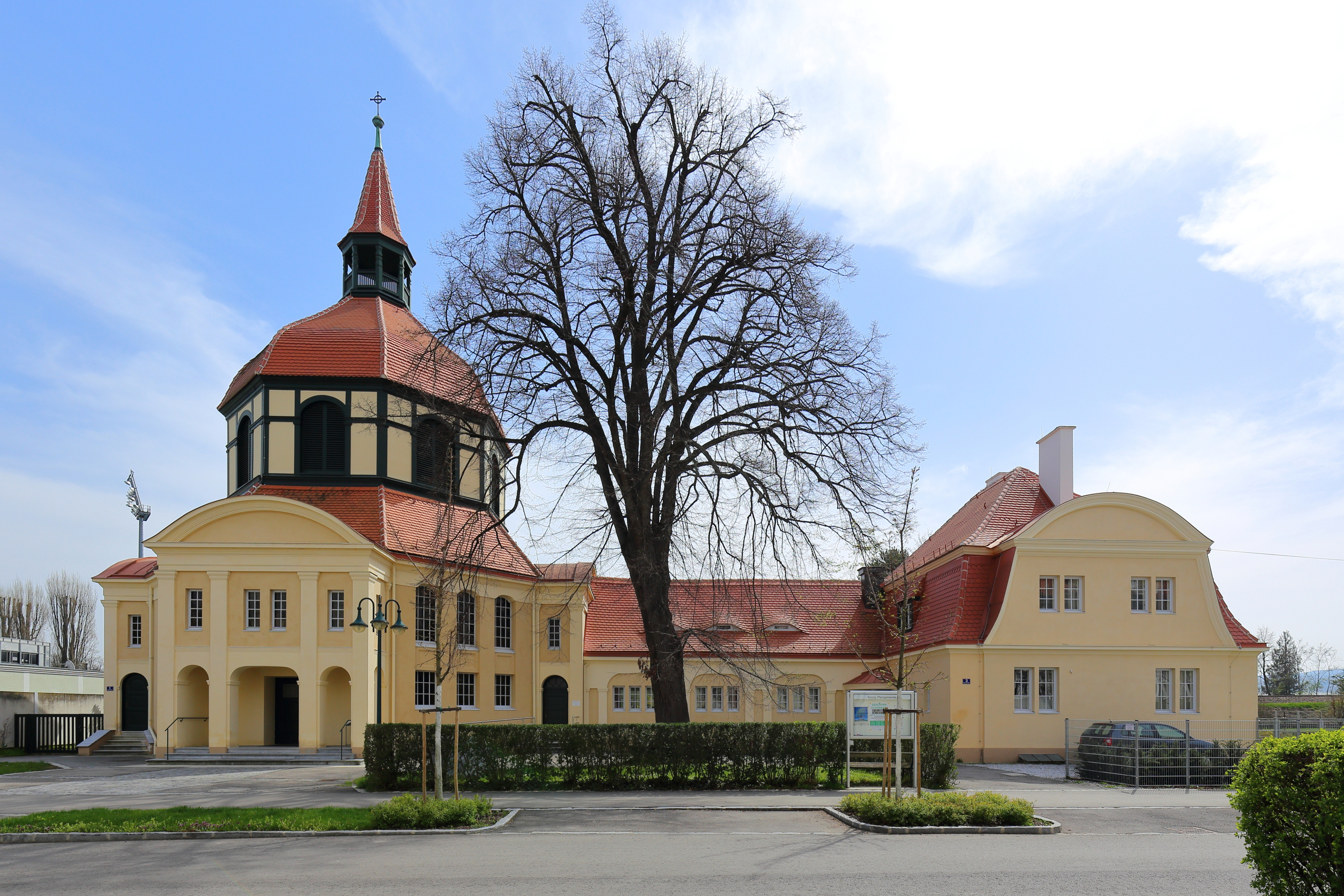
Pfarrzentrum mit Pfarrkirche, Gemeindesaal und Pfarrhaus

Die Heilandskirche ist ein evangelisches Kirchengebäude in Krems an der Donau. Errichtet 1912 und geweiht 1913, stellt es ein Frühwerk des Architekten Otto Bartning dar.

## Geschichte der Gemeinde
Anfänge evangelischen Glaubenslebens lassen sich in Krems schon seit der Mitte des 16. Jahrhunderts feststellen. Selbstbewusstsein und Bildungsbedürfnis des wohlhabenden Bürgertums fanden in der neuen Lehre Luthers ein willkommenes Betätigungsfeld. Protestantische Prädikanten hielten Gottesdienste in allen Kremser Kirchen mit Ausnahme der Pfarrkirche, und der Rat der Stadt übernahm die der katholischen Kirche gestifteten Güter gegen geringe Pacht. Söhne wohlhabender Kremser Bürger studierten an protestantischen deutschen Universitäten und brachten das Schrifttum der Reformation in ihre Heimatstadt. Auch die Kremser Lateinschule kam in protestantische Hände und genoss einen vorzüglichen Ruf. Ihre Reorganisation wurde von dem aus Deutschland stammenden Dr. Matthäus durchgeführt.
In der zweiten Hälfte des 16. Jahrhunderts waren etwa 90 % der Bevölkerung der Stadt evangelisch. Der katholische Landesfürst als oberste Autorität wollte diese Entwicklung auch aus wirtschaftlichen Gründen nicht dulden. Da die Stadt nicht gehorchte – es kam 1589 zu einem Aufstand –, wurde sie zu einer Geldbuße verurteilt und verlor einen großen Teil ihrer Rechte. Die Ansiedlung der Jesuiten 1616 und die Übernahme der Lateinschule sollte dazu dienen, die Bürger wieder für den katholischen Glauben zu gewinnen.
Schließlich hat der „Aufstand“ von Kremser Protestanten 1619 während des Dreißigjährigen Krieges und ihre Kontakte zu den feindlichen Böhmen dem Luthertum in diesem Gebiet ein Ende bereitet. Der evangelische Glaube wurde verboten, die Gegenreformation mit Strenge durchgeführt. Die bereits ansässigen Jesuiten verbesserten das katholische Schulwesen und beeinflussten das religiöse und kulturelle Leben entscheidend. Nur der Adel konnte seine Religion frei wählen, was wohlhabende Bürger dazu bewog, sich nobilitieren zu lassen und in privatem Rahmen evangelische Gottesdienste abzuhalten.
Für kurze Zeit kam es noch zu einem Aufleben des Protestantismus, als im Laufe des Dreißigjährigen Krieges schwedische Truppen die Stadt besetzten. Doch mit der Befreiung durch kaiserliche Truppen war auch diese Möglichkeit vorbei und der lutherische Glaube blieb in diesem Gebiet für 200 Jahre ausgelöscht.
Die heutige evangelische Pfarrgemeinde wurde 1905 gegründet. Sie hat ihre Wurzeln einerseits in der Los-von-Rom-Bewegung des 19. Jahrhunderts, andererseits im in der von Kaiser Franz Joseph gewährten Religionsfreiheit, die das Entstehen einer selbständigen evangelischen Gemeinde erst ermöglichte.
Ab Gemeindegründung waren Pfarrer: Max Monsky (1905–1912), Helmuth Pommer (1912–1917), Emil Mayer (1918–1947), Karl Elicker (1948–1970) Gottfried Schottner (1971–1977), Michael Meyer (1978–1996) und Roswitha Petz (1996–2020). Seit 2020 ist Jörg Kreil Pfarrer.

## Geschichte der Kirche

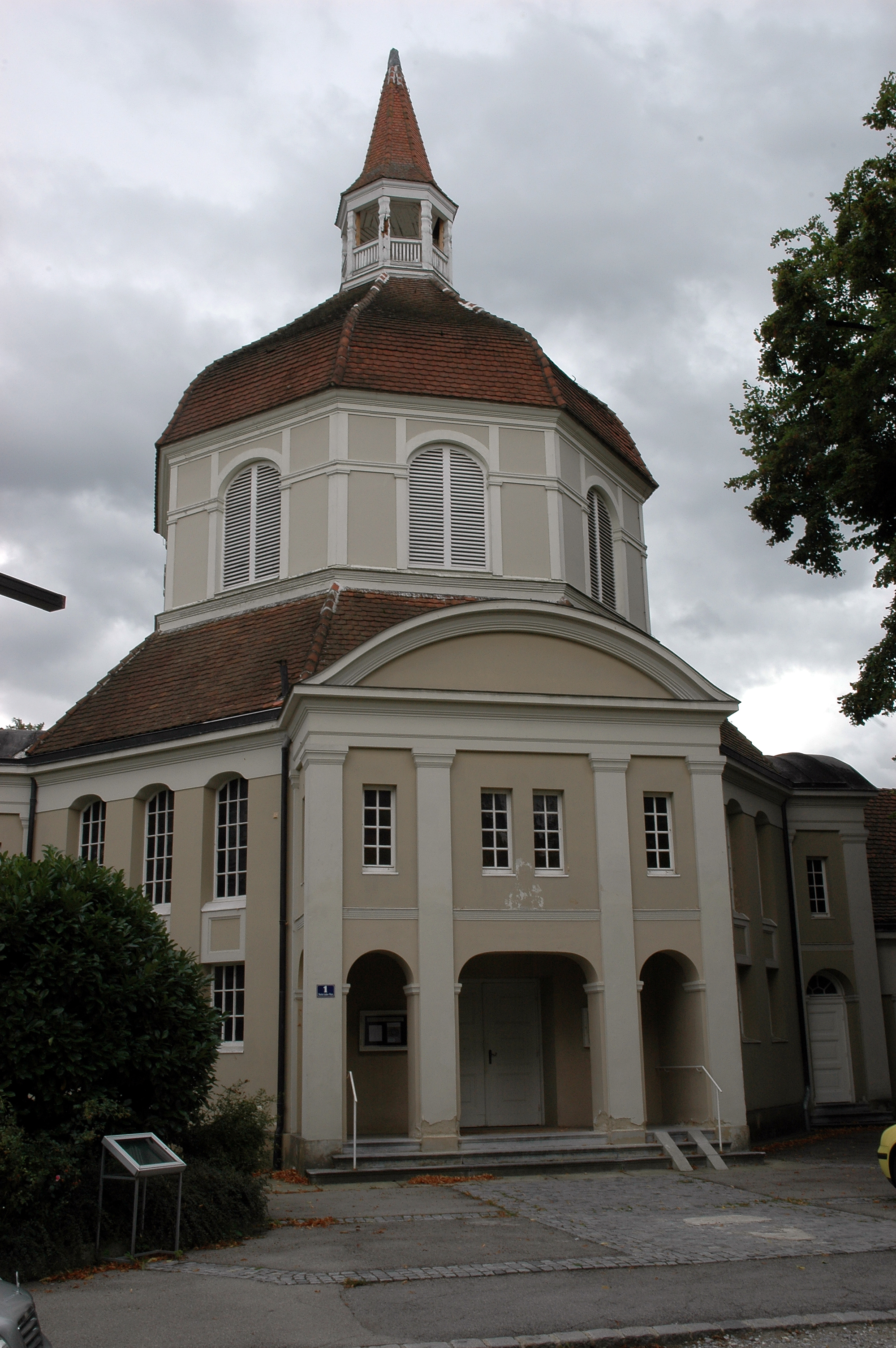
Die Heilandskirche am Martin-Luther-Platz

Bereits vor dem Protestantenpatent von 1871 wurden in Krems von einer kleinen Gemeinde Gottesdienste abgehalten. Ab 1895 wurde die ehemalige Andreaskapelle als Gotteshaus verwendet. 1912 wurde der Beschluss zum Neubau der Heilandskirche gefasst. 1913 erfolgte die Weihe. Die Kirche wurde zuletzt 1985 unter Architekt Herbert Rodinger renoviert. Sie steht unter Denkmalschutz. Anlässlich des 100-Jahr-Jubiläums ist eine Generalsanierung geplant.

## Beschreibung der Kirche

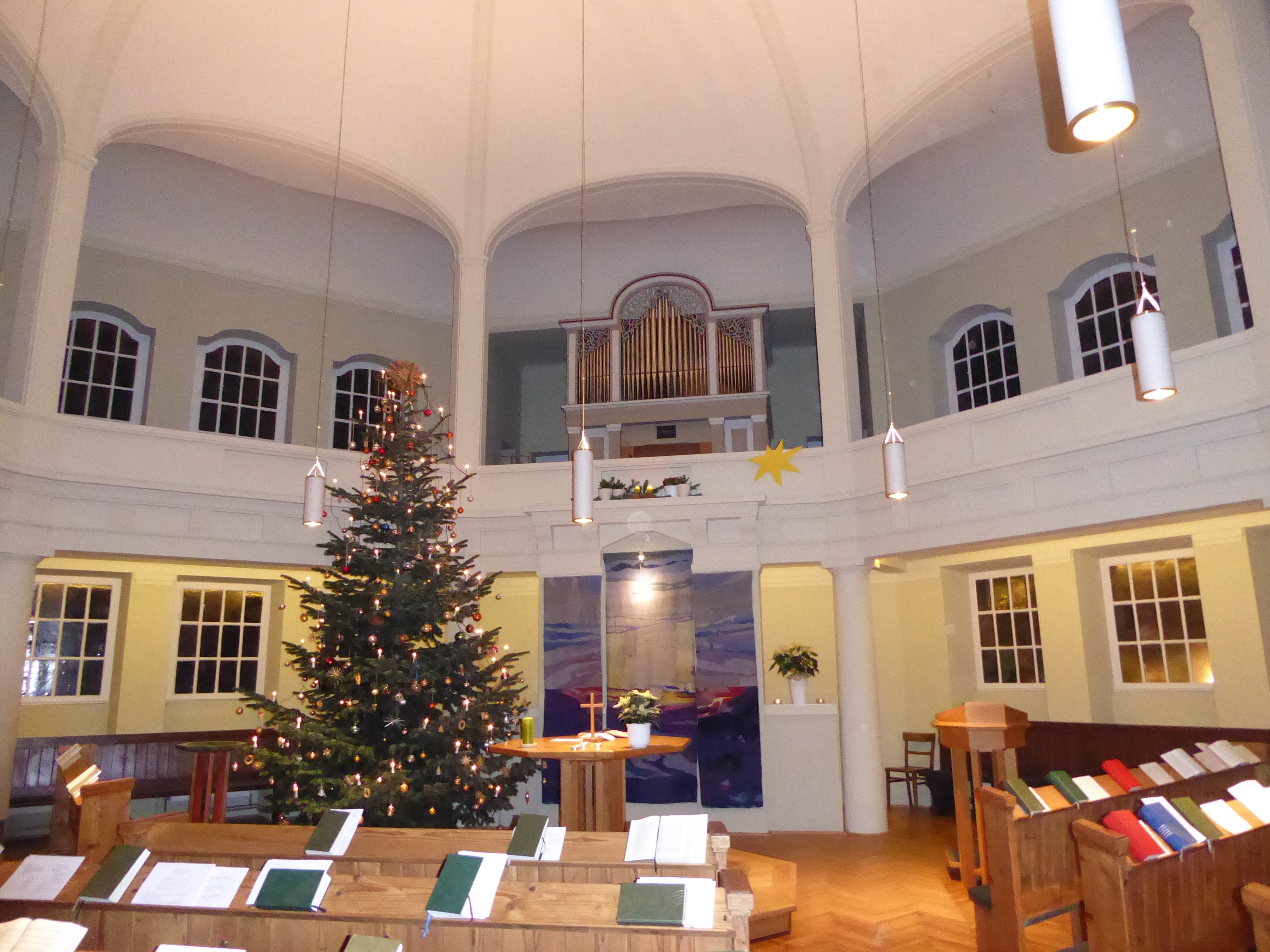
Inneres der Heilandskirche

Die evangelische Kirche mit dem anschließenden Gemeindehaus stehen am südwestlichen Ende des Stadtparks. Sie wurde 1912 errichtet und ist ein Frühwerk des Architekten Otto Bartning, der allein in Deutschland über 100 Kirchen entworfen hat. Der Kirchenbau fand anfangs keineswegs Zustimmung, da er zu sehr vom gewohnten Bild abwich und trotz gewisser historisierender Bauelemente zu modern war.
Der Zentralbau mit Dachreiter über der leicht geschwungenen Kuppel bricht vollständig mit dem damals üblichen Bautypus. Der helle, lichtdurchflutete, achteckige Innenraum ist ein überschaubarer einheitlicher Gemeinderaum. Im Inneren befinden sich historisierende Bauelemente, wie einfache glatte Säulenschäfte mit dorischen Kapiteln, Andeutungen von Triglyphen im Gebälk, rund- und segmentbogige Fenster. Seine große Wirkung liegt aber in der klaren Gliederung des Kuppelraumes, der Anordnung der Sitzbänke um den weit vorgeschobenen Altar und in der vornehmen Farbgebung.
Die Orgel ist ein Werk von Gregor Hradetzky aus dem Jahr 1974. 10 Register verteilen sich auf zwei Manuale und das Pedal. 2004 fand eine Überholung statt. Die Kirche besitzt eine ausgezeichnete Akustik, weshalb immer wieder Kirchenkonzerte stattfinden.